# Mitchell & Ness
Mitchell & Ness Nostalgia Co.，是一家美國運動休閒服飾的製造商。該公司成立於1904年美國賓夕法尼亞州費城，初期是一家運動器材及球隊隊服製造商，至今任是費城歷史最悠久的運動公司。該公司於 1983 年改變營運方向，開始復刻製作復古球衣。
Mitchell & Ness 與美國四大體育聯盟（MLB、NBA、NFL、MLS）簽訂授權合約，生產和行銷球員的復古球衣和聯盟相關的休閒服飾。近年更開創電競（eSport）及重新簽起國家大學體育協會（NCAA）。
Mitchell & Ness 的產品線包括球衣（球員版與球迷版）和其他休閒服飾，如T恤、大學T、連帽衫、夾克、帽子、毛帽和其他配件。該公司還擁有自己的原創品牌系列 Branded Collection。
Mitchell & Ness 也跨界與其他品牌聯名合作，如 Timberland、A Bathing Ape、Supreme、Mastermind 等。

歷史

1904年，前業餘網球名將及摔角冠軍的 Frank P. Mitchell，與出生於蘇格蘭高爾夫球手 Charles M. Ness 共同創立了“Mitchell & Ness Sporting Goods”。 最初的商店是以使用從英格蘭進口的蘇格蘭木材，來製作手工網球拍及高爾夫球桿為主。隨著時間的推移，他們擴大了業務，向當地棒球隊和美式橄欖球隊製作隊服。當費城老鷹隊於 1933 年進入美國國家橄欖球聯盟（NFL）時，Mitchell & Ness 便開始為球隊提供了球衣和裝備一直到1963 賽季。 

Mitchell & Ness 在 1938 年第一次以品牌生份出現在美國職業棒球大聯盟（MLB），提供隊服給費城運動家隊（奧克蘭運動家隊前身）。1940 年代初期，Mitchell & Ness 並開始為費城的另一支大聯盟棒球隊費城人隊提供隊服。1940 年末，Mitchell & Ness 品牌已出現在費城地區的高中和大學隊服上。

1970年代後期，Mitchell & Ness 放棄了球團業務，專注於零售業務。該商店成為曲棍球和滑雪裝備的主要銷售點。Mitchell & Ness 在 1980年初期幾乎面臨破產，所有者 Peter Capolino 告訴底特律自由新聞社，“當時我所做的所有擴張都付諸東流。我解雇了百人，關閉了兩個倉庫。我將公司縮小到一家位於 Walnut Streets（位於費城），只剩我和我妻子的小店舖。”

1983 年，一位顧客走進商店，詢問 Mitchell & Ness 是否可以修復他 1960 年匹茲堡海盜隊比賽時穿的背心和 1949 年聖路易斯布朗隊比賽時所穿著的球衣。它們都是用羊毛法蘭絨製成的，就像那個時代所有的棒球服一樣。 Peter Capolino意識到能夠勝任完成這項任務，一個想法誕生了：精準的重現歷史上羊毛法蘭絨質的棒球服。  Mitchell & Ness 招募了運動歷史的愛好者和體育大師，其中最著名的是 Peter Capolino 的朋友 Bob Downes。他們翻閱舊報紙、期刊、書籍、節目和舊電影片段，並諮詢了全國各地的老式球衣收藏家，並造訪紐約庫珀斯敦棒球名人堂（National Baseball Hall of Fame and Museum）的檔案。 

但美國職業棒球大聯盟 (MLB) 球隊，早在1972年就已停止使用羊毛法蘭絨球衣，轉而穿著雙面針織球衣，這對要復刻歷史球衣的 Mitchell & Ness 要取得實際的面料極為困難。但在北費城一個倉庫裡，Mitchell & Ness 發現了 50 年前的法蘭絨質布料。它們仍然被小心地包裹著，沒有被觸動過，就像新的一樣，隨時可以剪裁和縫製。於是他們將法蘭絨縫製好，字體和臂章被重新創作和應用，一件件復刻球衣就此完成。第一批球衣幾乎一夜之間就賣光了，第二批之後的商品也是如此。隨著時間的推移，Mitchell & Ness 吸引了來自美國各地的客戶。體育畫報在 1987 年 6 月寫了一篇關於 Mitchell & Ness 受到眾人喜愛的文章。兩年後，《紐約時報》也報導了該公司。

1999 年，Mitchell & Ness 推出了 Hardwood Classics 復古籃球球衣系列，將其聯盟授權擴展到了美國國家籃球協會 (NBA) 的歷史中。在音樂與流行文化下，NBA 球星與嘻哈歌手也在演唱會及音樂錄影帶中穿著 Hardwood Classics 的復古球衣，使品牌知名度流傳。接著 Mitchell & Ness推出了美式足球的復古球衣系列，Throwback。 2002 年，美國國家冰球聯盟 (NHL) 授予 Mitchell & Ness 重新製作復古曲棍球毛衣的權利。

2007 年，Adidas 收購了 Mitchell & Ness，以進入復古服裝風格市場。2008 年 5 月 29 日，費城費城人隊宣布他們已與 Mitchell & Ness 簽約，作為其位於費城人隊市民銀行公園球場中，球隊服飾店的冠名合作夥伴。Mitchell & Ness Alley Store 商店，正位於左外野的 Ashburn Alley。

2011 年 1 月 24 日，費城人隊下屬的雷丁費城人隊宣布，他們已與 Mitchell & Ness 簽約，作為其在 R-Phils 的 FirstEnergy 體育場的服裝店的冠名合作夥伴。2016 年 5 月，Adidas 將 Mitchell & Ness 出售給了位於華盛頓特區的私募股權公司“Juggernaut Capital Partners”。 
熱門產品

Mitchell & Ness 懷舊公司以復刻過去的歷史球衣，考究各大聯盟過去的球員與球衣，製作近與當時雷同的球衣及裝備。Mitchell & Ness 於 1988 年開始生產復古棒球（Cooperstown Collection）球衣，在 1999年推出 NBA“Hardwood Classics”復古籃球球衣。隨著美式足球、NHL、MLS 的流行，該公司後來也開始復刻這些球衣。
Hardwood Classics NBA 復古系列
Mitchell & Ness 自 1999年得到美國國家籃球協會（NBA）在復古系列（Hardwood Classics）的指定授權後，開始研發製作與過去球員穿著雷同的“球員版（Authentic）”球衣，定價每件約＄300美金。2016 年，Adidas 將 Mitchell & Ness 出售給“Juggernaut Capital Partners”之後，新東家在 2017年推出價格較親民的“球迷版（Swingman）”球衣，訂價約 $130美金，至今款式已推出超過 170 多款。

簽約授權聯盟

以下為與 Mitchell & Ness 正式簽約授權製作復古服飾之聯盟及協會：
NBA 國家籃球協會-全隊
NFL國家美式足球聯盟-全隊
MLB 美國職業棒球大聯盟-全隊
MLS 美國職業足球大聯盟-全隊
NCAA 國家大學體育協會 部分大學
USAB 美國國家籃球隊協會

跨界合作

Mitchell & Ness 不定期與其他國際品牌聯名合作，過去對象有 Supreme、Timberland、BAPE、Mastermind、Sean John、Just Don、Fred Segal、Kith、可口可樂，網路媒體 Bleacher Report、Uninterrupted，還有藝術家如 Hebru Brantley，音樂廠牌與團體 Wu Tang Clan、SLAM 雜誌，也曾與啤酒品牌 Budweiser（百威）、Miller（美樂）等跨界聯名。
Mitchell & Ness 也授權給各國代理商與當地球隊或者品牌、藝人合作。在台灣，Mitchell & Ness 與 CPBL 中華職棒聯盟合作，在 2018 年推出中華職棒與日本職棒對抗賽的棒球衣 ，以及2020 年的打擊練習衫（Mesh BP）。在這之後也與中華職棒聯盟中的球隊合作。
2021 年，Mitchell & Ness 與台灣職業籃球新聯盟P.LEAGUE+ 中的富邦勇士隊合作。

## HOOD 球鞋品牌
Mitchell & Ness 收購了美國百年帆布鞋廠牌 Hood Rubber Company，並在 2021 年重新以 HOOD 品牌推出早期的原創設計款式。Hood Rubber Company 成立於 1896年，是發明運動用帆布鞋的開創者之一，並在 1914 年提供第一款專給籃球選手使用的布鞋。HOOD 在 50年代並與球星簽約合作的球鞋品牌，在 1958 年與賽爾提克的 Bill Cousy 推出簽名鞋款 PF Flyers Bob Cousy All-American。